# Xanthorhoe disceptaria
Xanthorhoe disceptaria là một loài bướm đêm trong họ Geometridae.